# Maximiliansbrunnen

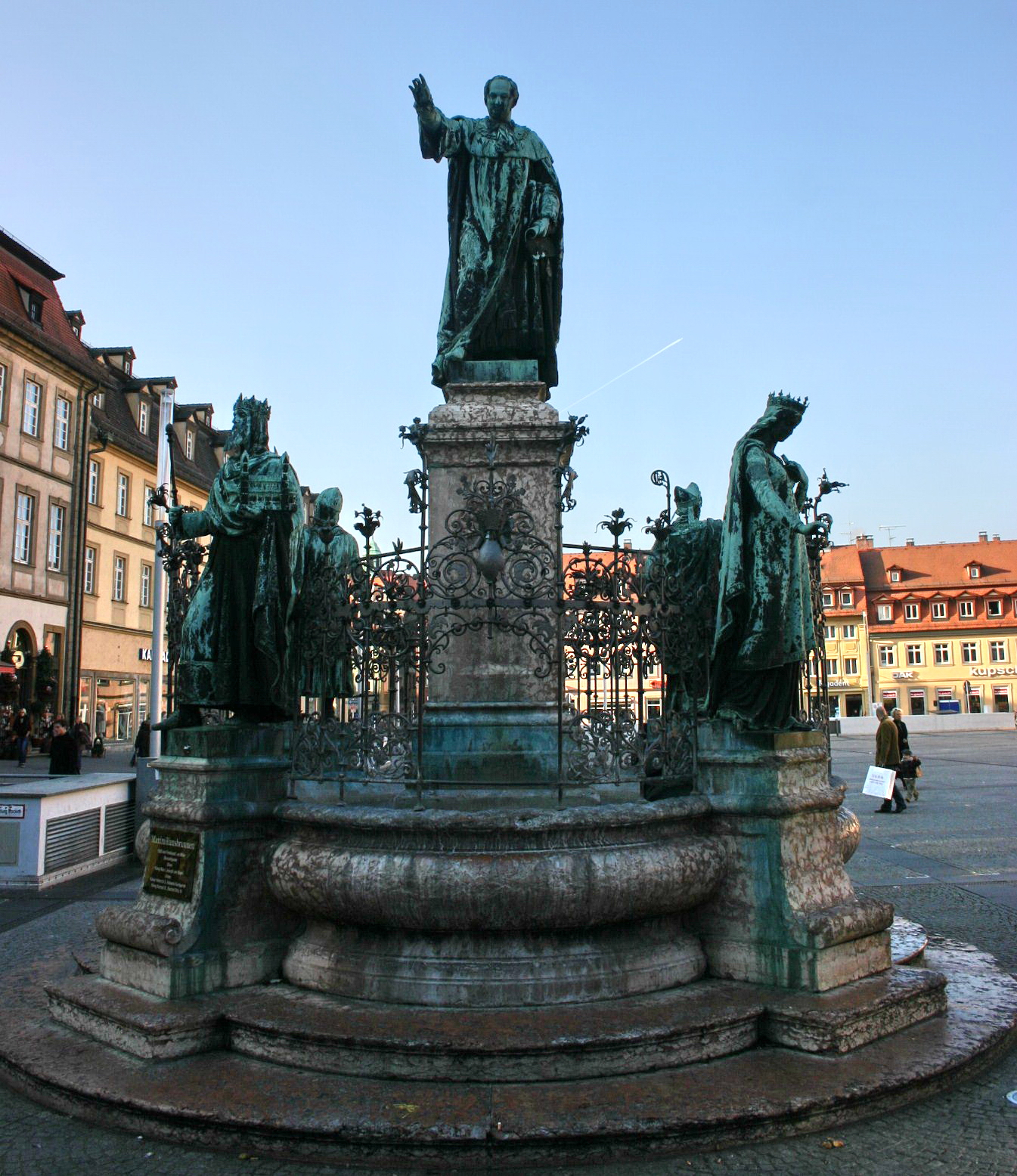
Maximiliansbrunnen, Gesamtansicht

Der Maximiliansbrunnen steht auf dem Maximiliansplatz in Bamberg. Der Brunnen hat seinen Namen vom Bayerischen König Maximilian I. Joseph und wurde von Ferdinand von Miller geschaffen. 1880 wurde der Brunnen eingeweiht.

## Geschichte
Schon 1824, bei seinem 25-jährigen Regierungsjubiläum, verpflichtete sich die Stadt Bamberg gegenüber Maximilian I. Joseph ihm in der Stadt ein Denkmal zu errichten. Doch erst fünfzig Jahre später bat die Stadt bei der bayrischen Staatsregierung um finanzielle Unterstützung für die Errichtung eines Brunnens zu Ehren des verstorbenen Königs. Ein Zuschuss von schließlich 23000 Mark wurde 1875 unter der Bedingung gewährt, dass die Stadt den Restbetrag selbst aufbrachte. 1878 wurde ein Wettbewerb ausgeschrieben mit der Vorgabe, dass der Brunnen der Geschichte Bambergs durch das Figurenprogramm (in Kelheimer Kalkstein oder in Bronze) Rechnung tragen sollte. Die Auswahl der Figuren war vorgegeben. Der Auftrag ging schließlich an Ferdinand von Miller, der den Brunnen bis zum 1. Mai 1880 fertigstellen sollte. Miller hatte den Brunnen ursprünglich für einen anderen Platz konzipiert, woraus sich eine proportionale Unausgewogenheit zwischen Brunnen und Platz erklärt. Als Material für die Figuren wurde Bronze verwendet. Entgegen den ursprünglichen Vorstellungen des Stadtmagistrats setzte Miller durch, dass das Brunnenbasin aus Marmor hergestellt wurde, nicht wie ursprünglich vorgesehen aus Sandstein, wodurch sich die Herstellungskosten von ursprünglich 46000 Mark auf 55000 Mark erhöhten. Dazu kamen für die Stadt Kosten für die Fundamentierung, Wasserleitung und Aufstellung
Zum 700-jährigen Regierungsjubiläum des Hauses Wittelsbach, am 26. August 1880, wurde der Brunnen im Beisein des Prinzregenten Luitpold enthüllt.

## Figurenprogramm
König Max I. Joseph steht auf dem Hauptbrunnenpfeiler, flankiert von für die Stadt Bamberg bedeutenden Persönlichkeiten:
- Heinrich II., 973–1024, Gründer des Bistums Bamberg
- Kunigunde von Luxemburg (heilige Kunigunde), 980–1033, Gemahlin Heinrichs II
- Otto I. von Bamberg, 1060–1139, heiliggesprochener Bischof von Bamberg
- Konrad III., 1093–1152, deutscher König, geboren und gestorben in Bamberg

Die Statue am Maximiliansbrunnen diente möglicherweise als Inspiration für eine Gedenkmünze zum 900. Todestag Heinrichs II im Jahr 1924.

Verschiedene Brunnenansichten und Details
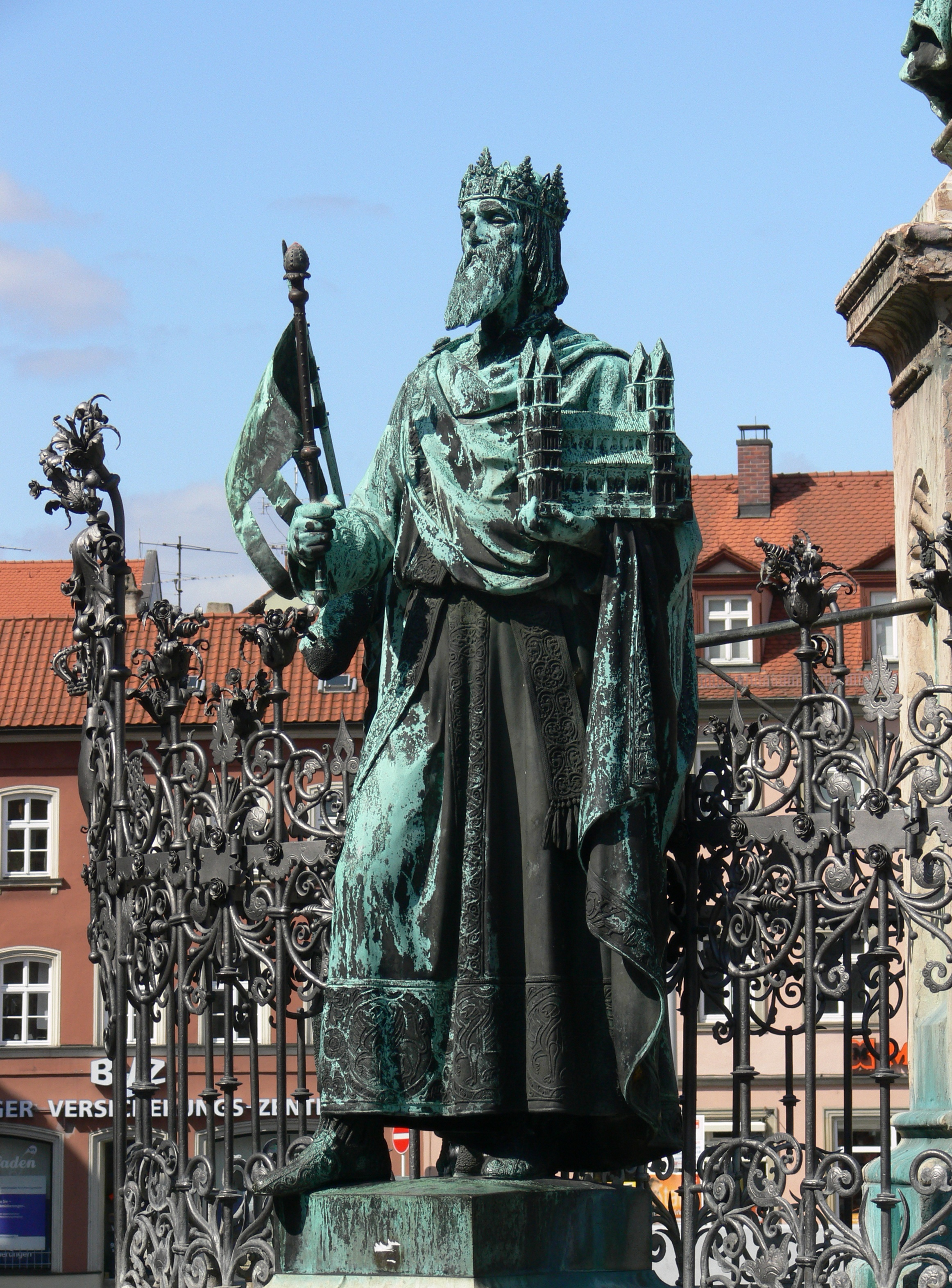
Statue Heinrich II am Brunnen, links vorne
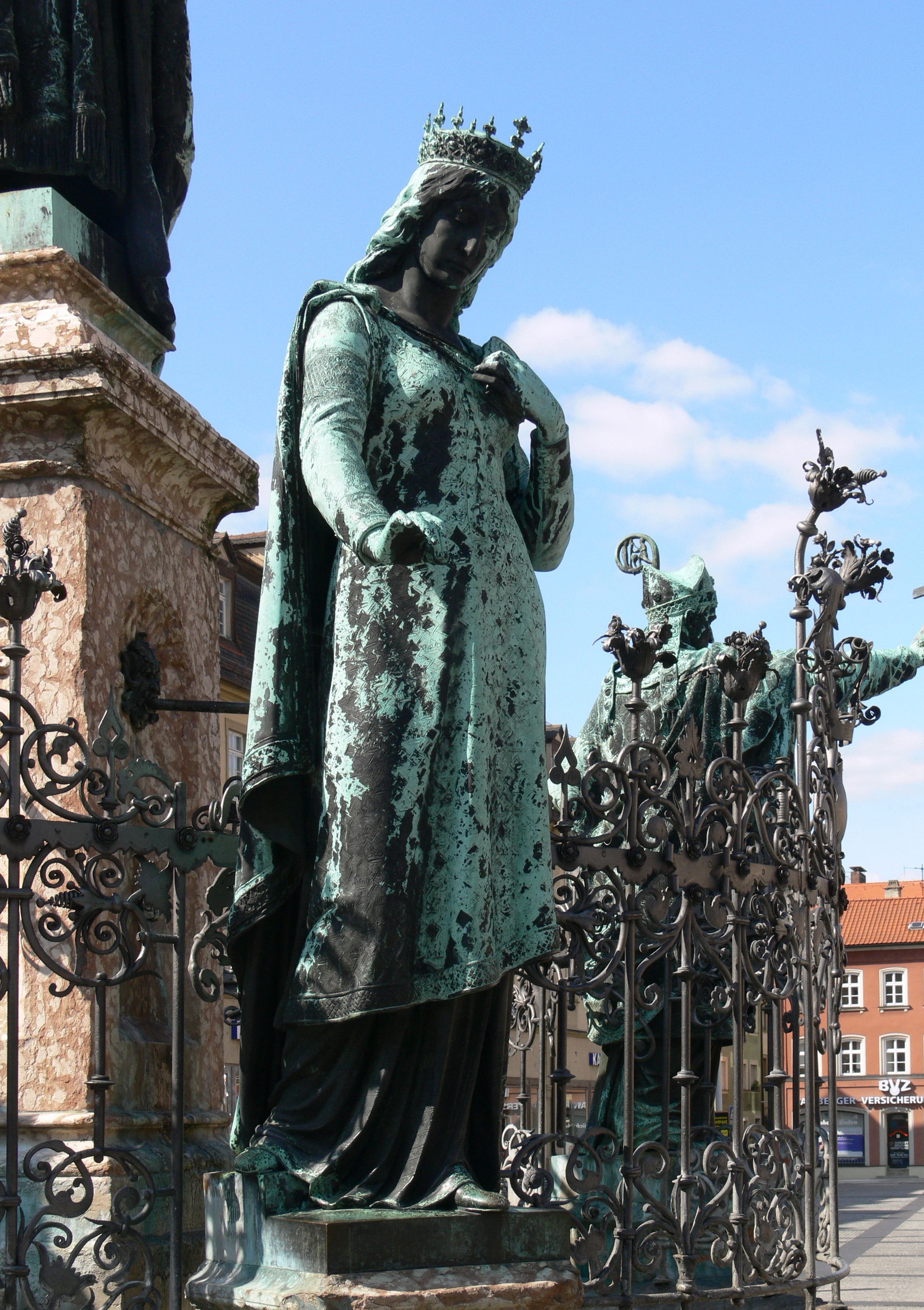
Statue Kunigunde von Luxemburg am Brunnen vorne rechts
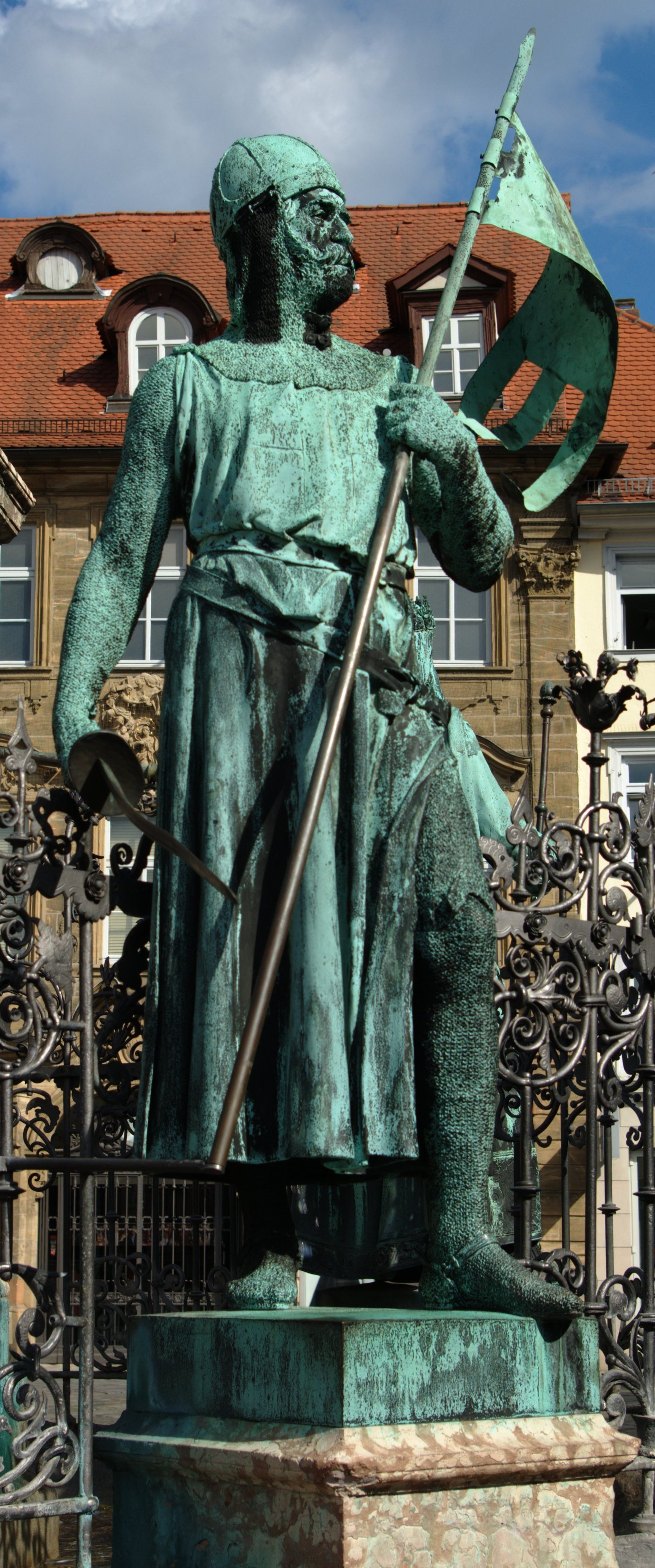
Statue König Konrad III am Brunnen hinten links
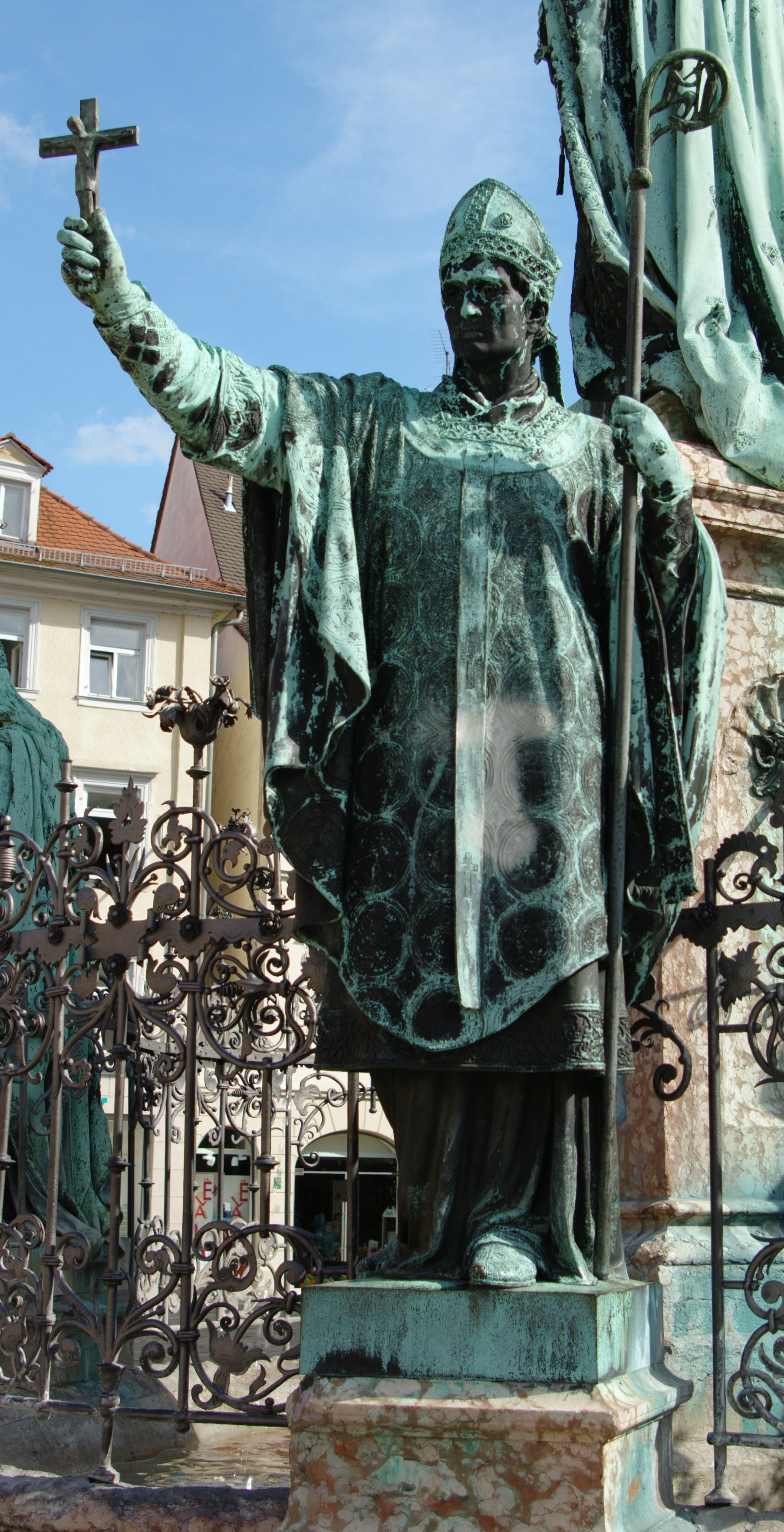
Statue Otto von Bamberg am Brunnen hinten rechts
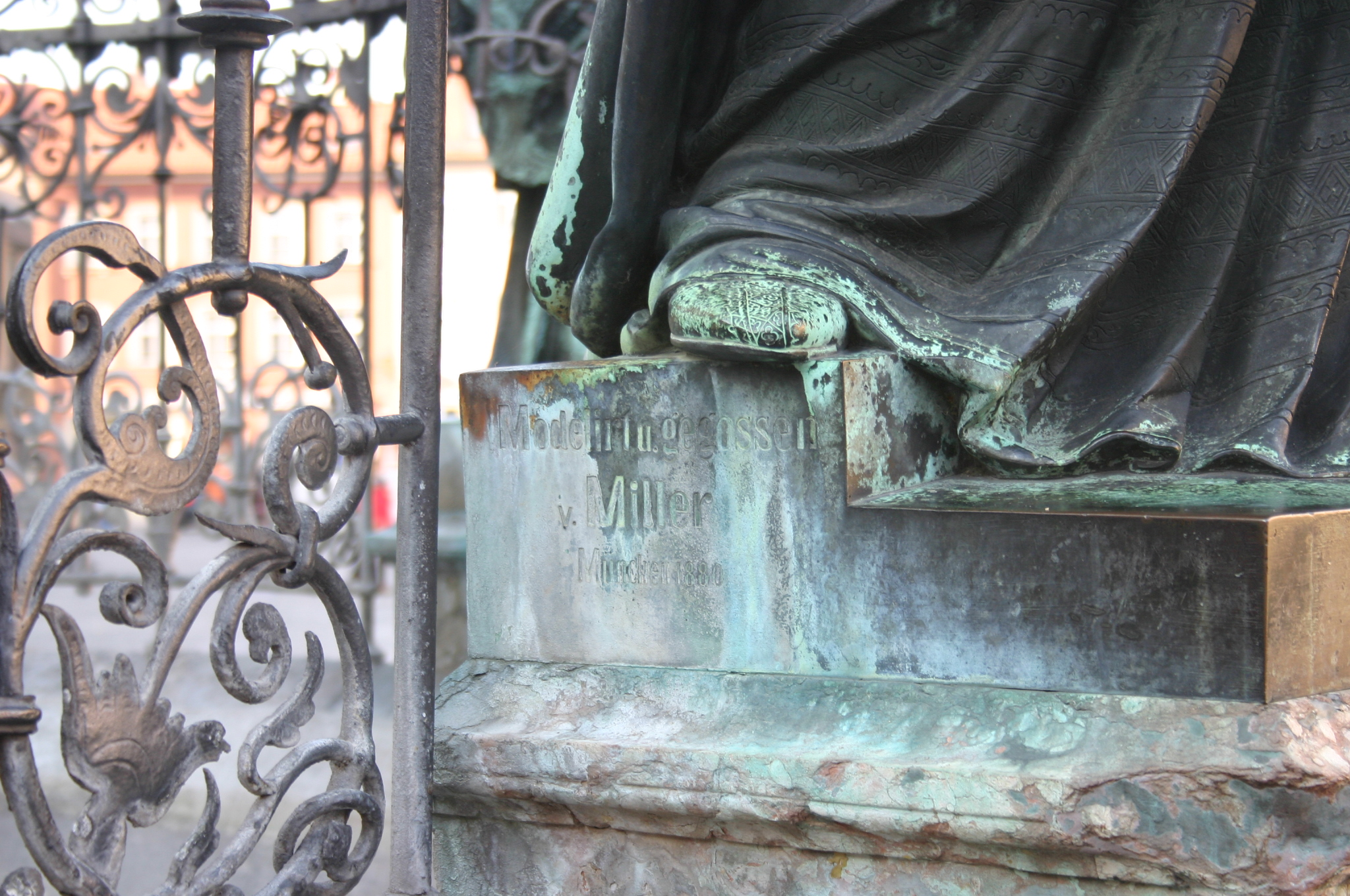
Signatur von Millers im Sockel der hl. Kunigunde
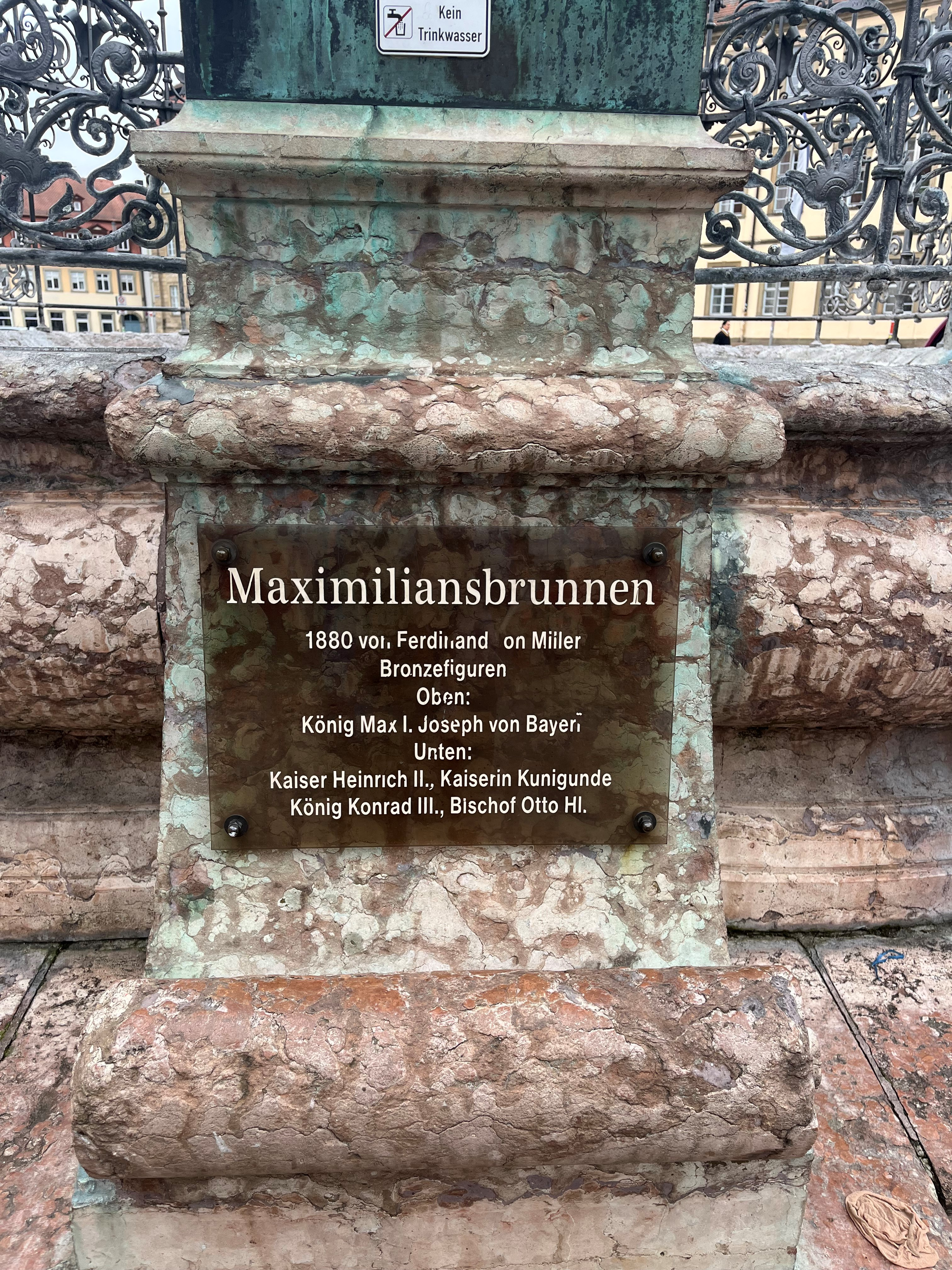
Sockel des Brunnens mit Schrifttafel